# Jönköping Nu
Jönköping Nu var en lokal annonsfinansierad dagstidning i Jönköping som delades ut en gång i veckan. Tidningen var gratis och delades ut till hushållen i Habo, Mullsjö och Jönköpings kommun. Tidningen startades 16 februari 2005 av Lokalmedia Nu i Sverige AB. Sista numret utkom 26 juni 2021.